# Effetto Holtzman
L'effetto Holtzman è un immaginario fenomeno scientifico presente nel fantascientifico ciclo di Dune creato da Frank Herbert.
Il nome deriva dallo scienziato che lo scoprì, Tio Holtzman. Sebbene fisicamente l'effetto non venga mai spiegato nei dettagli, si crede che esso dipenda strettamente dalla forza repulsiva/repellente delle particelle subatomiche in uno stato fisico eccitato. Grazie all'effetto Holtzman è possibile annullare lo spazio oltrepassando le soglie dello spazio-tempo così da permettere alle navi della Gilda Spaziale di viaggiare tra pianeti appartenenti a sistemi stellari distanti senza mai muoversi.
L'Effetto Holtzman può anche essere impiegato per gli scudi di difesa, lasciando passare attraverso di essi oggetti che si muovono lentamente, e respingendo quelli più veloci. Se uno scudo Holtzman viene in contatto con un raggio di un Lasergun, si genera una fusione subatomica e di conseguenza una catastrofica esplosione.
L'Effetto Holtzman è anche impiegato per creare sospensori che riescono ad annullare la gravità. Sullo stesso principio possono venire costruiti globi fluttuanti, che fungono da lampade per l'illuminazione.